# Aphyolebias
 Aphyolebias és un gènere de peixos de la família Rivulidae i de l'ordre dels ciprinodontiformes.

## Taxonomia
- Aphyolebias boticarioi (Costa, 2004)
- Aphyolebias claudiae (Costa, 2003)
- Aphyolebias manuensis (Costa, 2003)
- Aphyolebias obliquus (Costa, Sarmiento & Barrera, 1996)
- Aphyolebias peruensis (Myers, 1954)
- Aphyolebias rubrocaudatus (Seegers, 1984)
- Aphyolebias schleseri  (Costa, 2003)
- Aphyolebias wischmanni (Seegers, 1983)[2][3][4]